# Jorge Polanco
Pour les articles homonymes, voir Polanco.
Jorge Luis Polanco Pacheco (né le 5 juillet 1993 à San Pedro de Macorís, République dominicaine) est un joueur d'arrêt-court et de deuxième but des Mariners de Seattle de la Ligue majeure de baseball.

## Carrière
Jorge Polanco signe son premier contrat professionnel en 2009 avec les Twins du Minnesota.
Il fait ses débuts dans le baseball majeur pour les Twins le 26 juin 2014 et, appelé comme frappeur suppléant, soutire un but-sur-balles au lanceur Ernesto Frieri des Angels de Los Angeles pour ensuite marquer son premier point. Il réussit son premier coup sûr dans les majeures le 27 juin 2014 et récolte ses deux premiers points produits grâce à cette frappe, un triple aux dépens du lanceur Joakim Soria des Rangers du Texas.